# Diaspoor
Het mineraal diaspoor is een aluminium-zuurstof-hydroxide met de chemische formule AlO(OH).

## Eigenschappen
Het doorzichtig tot subdoorschijnend kleurloze, witte, groengrijze, grijsbruine of gele diaspoor heeft een glas- tot parelglans, een witte streepkleur en de splijting van het mineraal is perfect volgens [010] en goed volgens [110]. Het kristalstelsel is orthorombisch. Diaspoor heeft een gemiddelde dichtheid van 3,4, de hardheid is 6,5 tot 7 en het mineraal is niet radioactief. De dubbelbreking van diaspoor is 0,0470 - 0,0500.

## Naam
De naam van het mineraal diaspoor is afgeleid van het Griekse woord diaspor, dat "verstrooiing" betekent.

## Voorkomen
Diaspoor is een zeer algemeen mineraal dat gevonden wordt in bauxiet-houdende sedimenten. De typelocatie van diaspoor is Mramorsk Zavod, nabij Jekaterinenburg in het Russische gebergte de Oeral. Het mineraal wordt wel gevonden in de Saga groeve nabij Oslo, Noorwegen.